# تروی بیکر
تروی ادوارد بیکر (انگلیسی: Troy Edward Baker؛ زادهٔ ۱ آوریل ۱۹۷۶) بازیگر، صداپیشه، خواننده و موسیقی‌دان اهل کشور ایالات متحده آمریکا است. او بیشتر برای نقش‌های متعددش در بازی‌های ویدئویی شناخته شده است که از جمله آن‌ها می‌توان به صداپیشه ارون بلک در مورتال کامبت اکس، صداپیشهٔ شخصیت بوکر دیویت در بازی بایوشاک: بیکران، نقش جوئل میلر در بازی آخرین بازمانده از ما، سم دریک در آنچارتد ۴: عاقبت یک دزد و آنچارتد: میراث گمشده، وینسنت بروکس در کاترین، آسلات در متال گیر سالید ۵: فانتوم پین، هیگز مانهن در دث استرندینگ (۲۰۱۹) و دنبالهٔ آن دث استرندینگ ۲: در ساحل (۲۰۲۵)  و در نقش جیسون تاد در بتمن آرکام نایت (۲۰۱۵) اشاره کرد.
همچنین در بازی ندای وظیفه: جنگاوری پیشرفته نقش جک میچل که بازیکن آن را کنترل می‌کند را دارد.